# Omniworld
Omniworld is een omnisportvereniging uit Almere. Er wordt top- en breedtesport bedreven in voetbal, basketbal en volleybal. De eerste volleybal- en basketbalteams kwamen uit in de hoogste klassen in Nederland. De voetbaltak is gesplitst, de professionele tak komt sinds 2023/2024 uit in de Eredivisie. De basketbalafdeling is de grootste in zijn soort in Nederland.

## Sporten
- Almere City FC, voetbal (voorheen FC Omniworld) (opgericht op 14 september 2001)
- Almere Pioneers, basketbal (voorheen BC Omniworld) (opgericht op 14 september 2001)
- VC Allvo, volleybal (voorheen VC Omniworld) (onderdeel sinds 12 september 2001)

## Locaties
- Mitsubishi Forklift-Stadion, voetbal
- Topsportcentrum Almere, basketbal en volleybal